# Carilao de Locros
Carilao de Locros (en griego antiguo: Χαρίλαος, romanizado: Charilaus) fue un poeta dramático, de la antigua ciudad de Locros, autor de tragedias. Sus obras se representaron en Atenas en el año 328 a. C. Johann Albert Fabricius lo incluye en la Bibliotheca Graeca.